# Linia kolejowa Genova – Milano
Linia kolejowa Genua – Mediolan – główna linia kolejowa łącząca Genuą z Mediolanem, we Włoszech. Ma długość 157 km i jest w pełni zelektryfikowana napięciem 3000 V prądu stałego.
Pociągi poruszające się na linii są obsługiwane przez przewoźnika Trenitalia. Stacją początkową jest Genova Brignole, a końcową Milano Centrale.